# Armada de República Dominicana
La Armada de República Dominicana (abreviada como ARD) es una de las tres ramas en que se divide el Ministerio de Defensa de la República Dominicana, junto con el Ejército de la República Dominicana y la Fuerza Aérea de República Dominicana.

## Historia

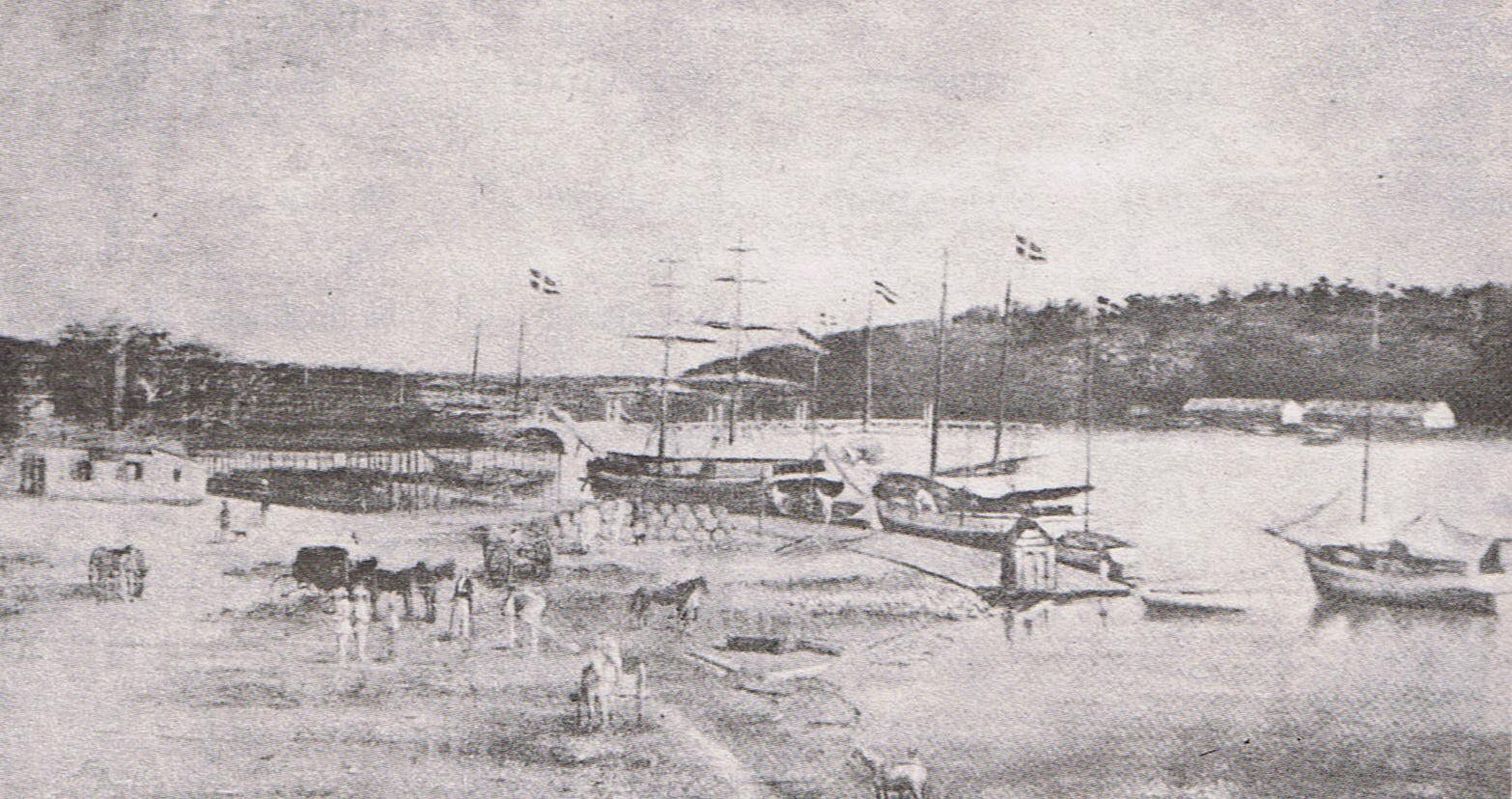
La Separación Dominicana en Santo Domingo a mediados de 1850.

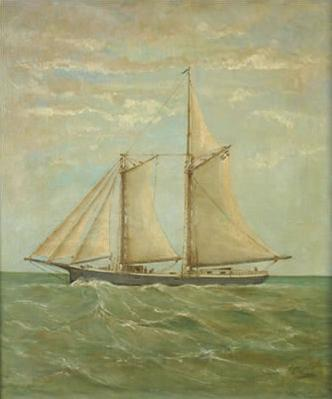
La goleta Separación Dominicana en la batalla de Tortuguero, por Adolfo García Obregón

Esta institución, que de acuerdo al texto constitucional de 1844 se denominó Armada Nacional, nace también con la República, pues sus fundadores se encontraban comprometidos con el proyecto de la creación de la nación dominicana. 
La noche del 27 de febrero de 1844, en ausencia del Padre de la Patria, Juan Pablo Duarte, sus discípulos y partidarios proclaman la Independencia de la República en la Puerta de la Misericordia y la Puerta del Conde, donde se encontraban entre otros marinos: Juan Alejandro Acosta, José Antonio Sanabia, Joaquín Orta, Teodoro Ariza, Pedro Tomas Garrido y Fermín González. La Junta Central Gubernativa presidida por Tomás Bobadilla, ordenó la toma del Puerto de Santo Domingo y de todas las embarcaciones haitianas, y al mismo tiempo designó una comisión para que partiera de inmediato a Curazao, a bordo de la goleta Leonor al mando de Juan Alejandro Acosta, en busca de Juan Pablo Duarte, siendo esta la primera embarcación oficial de la República y la primera unidad que enarboló la bandera dominicana en ultramar. 
La trilogía de héroes navales dominicanos la integran los comandantes Juan Bautista Cambiasso, Juan Bautista Maggiolo y  Juan Alejandro Acosta. Cambiasso, responsable y fundador de la Armada Naval Nacional, recibió de la Junta Central Gubernativa el encargo de organizar la Marina de Guerra Nacional. Durante la campaña de 1844, la incipiente armada dominicana apoyó las actividades militares del improvisado ejército dominicano, mediante el transporte de personal y de abastecimiento, previo a los combates que se desarrollarían en el sur del país. Sin embargo la acción que la consagra y en la cual obtiene el bautismo de fuego es la batalla naval de Tortuguero, llevada a cabo el 15 de abril de ese año, donde tres goletas, la Separación Dominicana (insignia), comandada por Juan Bautista Cambiasso, la María Chica, por Juan Bautista Maggiolo, y la Leonor, por Juan Alejandro Acosta, derrotaron una escuadra haitiana que operaba en aguas del Mar Caribe. Esta fecha ha sido elegida para conmemorar el aniversario de la actual Marina de Guerra.
Durante su lucha por independencia, las goletas dominicanas General Santana, la Separación Dominicana y la María Chica hicieron huir tres buques de guerra haitianos cerca de Azua e intercambiaron disparos con baterías de tierra durante la batalla de Tortuguero, el 15 de abril de 1844. Aparentemente los Haitianos perdieron un barco por haberse encallado. El 27 de septiembre de 1845 Haití declaró un bloqueo de todos los puertos dominicanos y ese mismo día sus buques atacaron un escuadrón dominicano cerca de Mari-Baru.
El 21 de diciembre las goletas haitianas Union, Dieu Protège y Guerrière accidentalmente quedaron encalladas cerca del Puerto Plata y los Dominicanos tomaron 149 prisioneros sobrevivientes. Siguió una breve pausa en la lucha.
El 1 de marzo de 1849 el corsario dominicano Veintisiete de Febrero transportó 200 hombres hacia Azua. Buques dominicanos capturaron la goleta Caridad el 29 de octubre, además de una cantidad de pequeñas embarcaciones en Aquin, Haití. Luego la flota dominicana bombardeó el pueblo de Pétit Rivière. El 6 de diciembre la goleta haitiana Picolet luchó con dos buques dominicanos y un poco más tarde la goleta haitiana Avant-Garde y la corbeta dominicana Oliva intercambiaron disparos, pero estas acciones no tuvieron consecuencias.
Para 1854 ambos países estaban otra vez en guerra. Durante mayo la fragata dominicana Cibao y la goleta Buenaventura comandadas por el General Juan Alejandro Acosta, hicieron un crucero por la costa sur de Haití, destruyendo el comercio y haciendo desembarcos en la costa. En noviembre el bergantín dominicano Veintisiete de Febrero y la goleta Constitución capturaron al buque haitiano Clarisé y bombardearon L'Anse à Pitre y Sale Trou. Durante el huracán del 26 al 27 de agosto de 1855, los dominicanos perdieron los buques de guerra Las Carreras, Buenaventura y la Constitución en el río Ozama y la goleta Mercedes en Puerto Plata. La lucha terminó en 1856.
Durante la campaña de 1845, la contribución de la flotilla nacional a las actividades del Ejército Dominicano se llevó a cabo en el Océano Atlántico, siendo decisiva su intervención en el triunfo obtenido en la Batalla de Beller. La flotilla nacional, compuesta por la fragata Cibao, al mando del Coronel Cambiasso; la goleta General Santana, del Comandante Juan Alejandro Acosta; el bergantín San José, del Comandante Juan Evertz; el bergantín Libertad; la goleta Mercedes, del Comandante Simón Corso; la goleta Separación, del Comandante Juan Bautista Maggiolo; la goleta 27 de Febrero, del Comandante José Antonio Sanabia; la goleta María Luisa; del Comandante Ramón González; la goleta 30 de Marzo, del Comandante Alejandro Belén; y la goleta Esperanza, del Comandante Julián Balduín, atacaron las costas de Fort Liberté y Cabo Haitiano, interpretándose que se trataba de una invasión y motivando que un contingente que iba a reforzar las tropas haitianas que se encontraban defendiendo el fuerte de Beller, no pudiera hacerlo, ya que se contempló enfrentar la invasión con el mismo, contribuyendo al resonante triunfo de las armas dominicanas. Para 1846 la flota dominicana estaba compuesta de 10 buques, siete del Estado y 3 tomados en requisición y armados por el Gobierno: la fragata Cibao, con 20 cañones; el bergantín goleta San José, 5 cañones; el bergantín goleta La Libertad, 5 cañones; la goleta General Santana, 7 cañones; la goleta La Merced, 5 cañones; la goleta Separación, 3 cañones; la goleta 27 de Febrero, 5 cañones. Los tomados en requisición: la goleta María Luisa, 3 cañones; la goleta 30 de Marzo, 3 cañones; y la goleta Esperanza, 3 cañones.
La flota nacional prestó importantes servicios al Ejército en el desarrollo de la campaña de 1849, ayudando a ese cuerpo armado a lograr el triunfo en las batallas de El Número y Las Carreras, mediante la ubicación de los buques en línea de batalla frente a Playa Grande, lo cual al tiempo que evitaba el abastecimiento de las tropas haitianas surtas en tierra, impediría que las mismas tomaran el camino de la playa, obligándolas a avanzar a través de las escarpadas montañas del El Número.
Con motivo de la revuelta iniciada el 7 de julio de 1857 en Santiago contra el Presidente Buenaventura Báez, quien dicho sea de paso había ordenado el establecimiento de la primera Escuela de Marina en 1853, la flotilla se dividió en dos facciones: una al mando del General Juan Alejandro Acosta, quien contando con las goletas: 7 de Julio, Libertad y 19 de Marzo, las que puso a las órdenes del gobierno revolucionario instalado en Santiago, encabezado por el General José Desiderio Valverde; y la otra parte, comandada por el General de Marina Simón Corso y compuesta por las goletas Mercedes, Libertador y Victoria, la cual permaneció con su personal leal al gobierno de Buenaventura Báez.
Las fuerzas navales tuvieron un rol muy pequeño en la guerra civil dominicana de 1857/58. Los buques gubernamentales bombardearon Matanzas el 11 de septiembre de 1857 y la corbeta rebelde Desolación capturó varias goletas costeras.
La Marina de Guerra para el 1866, constaba solamente de: 1 Jefe Superior de la Marina y Comandante del Puerto de Santo Domingo (General de Marina Simón Corso), 1 Secretario; 1 Mayor; 1 Subteniente; 2 Prácticos; 8 Remeros, y la goleta Capotillo con una dotación formada por un Comandante (General de Marina Juan Alejandro Acosta), 1 Capitán; 1 Teniente; 1 Subteniente; 1 Contador; 2 Cocineros; 1 Camarero; 1 Dispensero; 12 Marineros; 2 Contramaestres; 1 Práctico, y Galafate. Además de las Comandancias de Puertos Subalternas de Samaná, Azua, Puerto Plata y Montecristi.
Con el triunfo de la revolución y el consiguiente derrocamiento del presidente Báez, la Armada volvió a unificarse. En enero de 1869, el General Gregorio Luperón adquirió el vapor Telégrafo, al cual le instaló piezas de artillería con la intención de utilizarlo en su lucha contra el gobierno de los seis años de Báez.
En 1893, siendo presidente de la República Ulises Heureaux, se llevó a cabo una importante reestructuración de la Armada Nacional. Se creó la Academia de Náutica, para la cual trajo instructores españoles de artillería, navegación y máquinas, dirigidos por el entonces Teniente de Navío de la Real Armada Española Luis Martínez Viñalet, a quien lo sustituye Gerardo Jansen, quien fue el primer dominicano en llevar un buque con bandera dominicana a Europa (Hamburgo) cargado de azúcar, llamado el Jorge Estela, convirtiéndose luego en buque de guerra bajo el nombre de Capotillo y posteriormente nombrado Montecristi.
El 18 de abril de 1893, el presidente Ulises Heureaux de la República Dominicana y Florville Hyppolite de Haití se unieron en sus respectivos buques en la Bahía de Manzanillos, terminando décadas de hostilidades.
Para el año de 1900, la Armada Nacional solo operaba dos cruceros, el Presidente y el Independencia. La dotación de estos cruceros era la siguiente: 1 Comandante, 1 Primer Oficial de Derrota, 1 Segundo Oficial de Derrota, 1 Contador, 1 Contramaestre, 1 Carpintero Calafate, 1 Capitán Instructor de Artillería, 3 Alféreces, 2 Cabos de Mar, 2 Cocineros, 4 Mozos, 1 Camarero y los servicios de marinería y maquinaria eran suplidos por el apostadero del puerto de Santo Domingo. El mando de la armada lo ostentaba el Comandante del puerto y apostadero de Santo Domingo este era asistido por un ayudante y un secretario. Además tenía bajo su mando la guarnición del apostadero formada por: 1 Capitán de Marina, 2 Tenientes, 4 Alféreces, 1 Instructor, 1 Sargento Primero, 4 Sargentos Segundos, 4 Cabos, 1 Habilitado, 3 Cornetas, 70 Marineros y las Capitanías de Puerto de Monte Cristi, San Pedro de Macoris, Sánchez, Puerto Plata, Azua, Samana, Barahona, Estero Balse y Puerto Juanita.
En 1917, la Marina de Guerra tenía un personal de 42 efectivos para tripular los tres buques en operación de una flota compuesta por el crucero Independencia y dos cañoneros, ya que su desaparición gradual se había iniciado en virtud de la Orden Ejecutiva n.º 47, del 7 de abril de 1917, del Gobierno Militar de Santo Domingo, pues mediante esa orden se disolvieron las Fuerzas Armadas y se creó la Guardia Nacional Dominicana como institución de reemplazo del Ejército, la Marina de Guerra, y la Guardia Republicana. Como una consecuencia de esta acción, todavía en el año 1933 la Marina de Guerra funcionaba como un destacamento del Ejército, y sus miembros vestían uniforme caqui con zapatos amarillos y corbata caqui, para diferenciarse de los miembros de esa institución, y el Comandante del Destacamento de Marina lo era el entonces Coronel McLughlin.
En su informe sobre las actividades realizadas durante el año 1933 el titular de la cartera de Guerra y Marina, Don Teódulo Pina Chevalier, decía al Presidente General Rafael Leónidas Trujillo lo siguiente:
“Carecemos de Marina de Guerra, y es plausible el propósito de Vuestra Excelencia de restablecerla, pues las condiciones geográficas de nuestro país la reclaman. No tiene dudas esta Secretaría de Estado de que V.E. con su vibrante espíritu de progreso y atento siempre a las necesidades perentorias de la República logre en el futuro próximo restaurar nuestra extinta Marina de Guerra, y aun superarla, para la defensa de nuestros mares, puertos y costas nacionales”.
El 15 de enero de 1934, arribaron al país los guardacostas GC-1 y GC-2 de cascos de madera, y posteriormente arribó el guardacostas GC-3, también de madera. Esas unidades eran utilizadas por el gobierno norteamericano para perseguir a los contrabandistas de licores, y al ser derogada la famosa ley seca fueron sacadas de servicio y vendidas al Gobierno Dominicano.
En el 1937 se estableció la equivalencia de rangos entre los oficiales de la Marina de Guerra y el Ejército Nacional, mediante la Orden General n.º 93, del 14 de julio de 1937, del Comandante en Jefe del E.N., y el 2 de febrero de 1938, la Orden General n.º 11, consigna como fuerza autorizada de la Marina de Guerra Nacional a 17 Oficiales y 86 Alistados.
El 10 de abril de 1943 se creó la Comandancia de la Marina Nacional y su Comandante lo fue el Mayor Manuel A. Perdomo, quien había sido el asistente del Coronel McLughlin, el cual la dirigió hasta el año 1947.
En septiembre del año 1943 se iniciaron los trabajos de construcción de la actual Base Naval 27 de Febrero, a cargo de una Misión Naval de asistencia norteamericana bajo las órdenes del Comandante Hilton, del servicio de Guardacostas, misión que fue enviada al país porque los norteamericanos temían que Trujillo mantuviera una posición pro Hitler, durante la II Guerra Mundial.
Esta Base fue inaugurada en el año 1944, pero la misma quedó bajo control de Ejército ya que la mayoría de los oficiales de marina estaban realizando cursos de entrenamiento en los Estados Unidos, de donde regresaron con tres Caza Submarinos donados por los EE. UU., comandados por los Tenientes de Navío Didiez Burgos, Rafael Arvelo y César de Windt Lavandier. Como resultado de esta misión, en mayo de 1944 fue abierta la Escuela de Marina en la Base Naval de las Calderas, bajo la dirección del Comandante Ramón Didiez Burgos.
Mediante Decreto n.º 4169 del 10 de febrero de 1947 el Poder Ejecutivo dispuso la organización de la Marina de Guerra con su Estado Mayor propio, designándose titular del mismo al entonces Capitán de Fragata Transitorio Ramón Didiez Burgos.
Para esta fecha, la instalación denominada Comandancia de Marina Nacional, dirigida por el Mayor Manuel R. Perdomo, operaba la Base Naval de las Calderas, el Puesto de la Isla Beata, 10 Guardacostas, 3 Lanchas Auxiliares, una Goleta de Instrucción, una Fragata, una Corbeta y un personal del Cuerpo Naval que incluía 322 efectivos. El 24 de febrero del mismo año fue ascendido al rango de Capitán de Navío Transitorio y designado Subsecretario de Estado de Marina, el Teniente de Navío César De Windt Lavandier.
Durante el año 1948, el Capitán de Fragata de la Real Armada Inglesa Sir John Agnew fue llevado al país junto con otros técnicos de diversas especialidades para reestructurar nuevamente el programa de enseñanza de la Escuela Naval. En ese mismo año la sede de la Jefatura de Estado Mayor de la Marina de Guerra fue trasladada en tres ocasiones: el 22 de enero se trasladó a las instalaciones en las cuales operaba la oficina de Enlace de la Armada, en Santo Domingo; el 22 de mayo se instaló en el edificio de la firma Lockie y Cía., en el puerto capitalino, y finalmente el 4 de diciembre en la recién inaugurada Base Naval de Santo Domingo, la cual se había destinado al alojamiento de tropas del Ejército Nacional desde su inauguración en el año 1947.
En marzo de 1949 El Poder Ejecutivo, en virtud del decreto n.º 5713 del 23 de marzo de 1949, designó jefe de Estado Mayor al Capitán de Navío César De Windt Lavandier, en sustitución del Capitán de Fragata Ramón Julio Didiez Burgos, quien había sido sustituido interinamente por el Capitán de Fragata Rogelio Salvador Prestol. El 16 de abril de 1953 el Capitán de Navío Ramón Julio Didiez Burgos reemplazó en la Jefatura de Estado Mayor de la Marina de Guerra al Contralmirante César De Windt Lavandier, quien fue designado Consultor Naval del Presidente de la República. Didiez Burgos fue sustituido el 1.º de agosto del mismo año por el General de Brigada del Ejército Nacional José García Trujillo, quien ocupó el cargo por 16 días, ya que fue relevado el 16 de agosto de 1953 por el Capitán de Corbeta Luis Homero Lajara Burgos, designado jefe de Estado Mayor de la institución con rango transitorio de Contralmirante en virtud del Decreto n.º 9263 de esa misma fecha.
En 1950 la Marina Dominicana se había convertido en la más poderosa en el Caribe. Su plantilla era de 3000 efectivos, incluyendo un batallón de infantes de marina. Capacidad naval permaneció relativamente constante hasta la época Después de 1965 cuando los buques mayores no fueron reemplazados, y el inventario naval disminuido constantemente.
En marzo de 1957 fue creado el Centro de Instrucción Naval "San Cristóbal", con asiento en la ciudad del mismo nombre. Al centro se trasladó la Academia Naval "24 de Octubre" y la Sección Naval de Entrenamiento, que operó allí hasta el 10 de noviembre de 1957, fecha en la que fue trasladada a la Base Naval de Las Calderas.
El 2 de agosto de 1958 se trasladó la sede del Comando Naval y sus dependencias al pabellón de las FF.AA., ubicado en el "Centro de los Héroes". En 1965 el personal y las unidades de la Marina de Guerra participaron en los acontecimientos bélicos desencadenados en el país a partir del 24 de abril de ese año, pero al iniciarse la rebelión de las unidades del Ejército Nacional contra el Triunvirato, la Marina de Guerra adoptó una posición neutral.
Iniciadas las hostilidades entre las tropas del Ejército y la Fuerza Aérea por un lado, y las Fuerzas del Movimiento Constitucionalista, entre los que se encontraban Francisco Alberto Caamaño y Manuel Montes Arache y otros oficiales de Marina, el Comodoro Francisco Javier
Caminero se trasladó en horas de la noche del 26 de abril al Palacio Nacional en compañía de varios oficiales, para allí apreciar la situación y entrevistarse con el presidente Dr. Rafael Molina Ureña. Tras retirarse de la casa de gobierno, el Comodoro Rivera Caminero
estableció contacto con el Estado Mayor y los Comandantes de buques a quiénes informó sobre la visita. A partir de ese momento abandonó su neutralidad y es entonces cuando el mando Naval superior ordenó cañonear el Palacio Nacional, cerca del mediodía del 27 de abril de 1965, acción que fue llevada a cabo por varias unidades destacadas en las proximidades del lugar conocido como “Placer de los Estudios”.
A raíz del golpe de Estado contra el Triunvirato y los sucesos desencadenados a partir de ese acontecimiento, la Jefatura y el Estado
Mayor de la Armada se instalaron a bordo de la fragata Mella, y el 8 de mayo de 1965 el Comodoro Rivera Caminero fue designado Ministro de Defensa.
En enero de 1967 inició sus actividades el centro de Capacitación para Oficiales de la Marina de Guerra, en las instalaciones de la Escuela Naval y el 1.º de julio de ese año fue la reinauguración de la Base Naval 27 de Febrero, donde comenzó una nueva época para la institución ya que fue fortalecido el sistema de enseñanza para la formación de los Oficiales, Guardias Marinas y Alistados.
A partir de 1989, la marina de guerra contaba con aproximadamente 4300 efectivos. Entre ellos un batallón de infantes de marina. La sede de la Marina se encuentra en la Base Naval 27 de febrero en Santo Domingo. Otras bases navales principales se encuentra en Las Calderas y en Haina, los cuales tenían instalaciones del astillero.
El jefe de Estado Mayor supervisa las operaciones de las tres comandos geográficos. La Zona Naval de santo domingo administra la sede naval y las diversas organizaciones navales ubicadas en la capital. La Zona Naval del norte, en Puerto Plata, fue el responsable de la costa desde la frontera norte con Haití hasta el Canal de la Mona en el extremo oriental del país.La Zona Naval Suroeste, con sede en Barahona, cubre el territorio desde el Canal de la Mona a la frontera sur con Haití.
Las limitaciones económicas han reducido la flota Dominicana, en 1989, solo existía un buque de alta mar y diecisiete buques costeros. Casi todos fueron fabricados en Estados Unidos durante la Segunda Guerra Mundial. El buque de alta mar era una fragata modificada para su uso como un yate presidencial y buque escuela de cadetes. La fragata había sido adquirida a Canadá a finales de 1940, y fue el único buque de la flota que no fue botado en Estados Unidos. La marina además contaba con cinco corbetas utilizados para tareas de patrulla, once embarcaciones de patrulla y una gran cantidad lanchas de desembarco anfibio.Las embarcaciones de apoyo incluyeren dos barcos cisterna, diez remolcadores y un muelle flotante.
De esta fecha en adelante la Marina de Guerra se ha caracterizado por ser una institución de una alta exigencia académica para sus miembros, los cuales han de incursionar en las diferentes áreas técnicas que sirven de soporte al mundo marítimo, amen de su soporte decidido al desarrollo y democracia del país.

## Organización
La Armada es una institución dependiente de Defensa. Jerárquicamente el mando sobre las mismas se organiza de la manera siguiente:
1. Presidente de la República - Jefe Supremo, Autoridad Suprema. Da sus órdenes por órgano del Ministro de Defensa.
2. El Ministerio de Defensa: Es el órgano inmediato del Presidente de la República. El Ministro de Defensa será la más alta autoridad militar en todas las cuestiones de mando, organización, instrucción y administración de los cuerpos armados. Se designará dentro de los Oficiales Generales y-o Almirantes de las FF.AA. El mismo ostentará transitoriamente el rango de Teniente General si se tratare de un Oficial del Ejército o de la Fuerza Aérea, y si fuese de Armada ostentará el rango de almirante.
3. El viceministro de Defensa para Asuntos Navales y Costeros.
4. La Comandancia General de la Armada de República Dominicana: el comandante general, tiene el mando inmediato de la institución que dirige y es el responsable de la preparación integral de esta.

## Personal

### Academia Naval Vicealmirante César DeWindt Lavandier
La Academia Naval César A. De Windt Lavandier, ARD, de la República Dominicana, fue fundada por el presidente de la República, Don Ignacio María González, el veintiocho (28) de mayo de 1875, mediante el Decreto n.º 1410, para dar entrenamiento práctico de tres años, a jóvenes dominicanos con vocación marinera; incluyendo en su programa de estudios, manejo de armas y artillería naval. Al finalizar dicho programa, se investía a los egresados con el título de Segundo Piloto. Fue denominada Academia de Náutica y funcionaba en Santo Domingo con capacidad para veinte (20) alumnos mayores de quince (15) años. Por la inestabilidad política de la época, esta escuela no llegó a tener egresados.
El 29 de junio de mil ochocientos ochenta y tres (1883), el entonces Presidente de la República, Ulises Heureaux, promulgó la Ley 2141, rehabilitando la Academia, luego de un tiempo eclipsada; con el nombre de Academia de Náutica Dominicana.
En fecha 4 de julio del dos mil (2000), el Consejo Nacional de Educación Superior (CONES), conoce el informe técnico y emite la resolución CONES-090/2000, recomendando al Poder Ejecutivo la aprobación de La Academia Naval de Estudios Superiores, con categoría de Universidad.
El Poder Ejecutivo emite el Decreto n.º 368-2000, reconociendo a La Escuela Naval de la Marina de Guerra como Academia Naval de Estudios Superiores (ANES), con categoría de Universidad, facultándola para expedir títulos académicos con el mismo alcance, fuerza y validez que los expedidos por las instituciones académicas oficiales o autónomas de igual categoría del país. De tal modo que los oficiales que se gradúan de esta institución académica reciben el título de Licenciados en Ciencias Navales.
Actualmente la academia lleva por nombre "Academia Naval Vice-Almirante César De Windt Lavandier ARD."

### Clasificación de sus miembros
Oficiales Navales :
- Oficiales de Comando
- Oficiales Especialistas
- Oficiales de Servicios Auxiliares

Cadetes:
- Caballeros y damas Guardiamarinas

Suboficiales Navales:
- Suboficiales de Comando
- Suboficiales Especialistas

Alistados:
- De Combate

- Especialistas

### Rangos
| País | Aspirante a Oficial | Oficiales Subalternos | Oficiales Subalternos | Oficiales Subalternos | Oficiales Superiores | Oficiales Superiores | Oficiales Superiores | Oficiales Almirantes | Oficiales Almirantes | Oficiales Almirantes |
| --- | ------------------- | --------------------- | --------------------- | --------------------- | -------------------- | -------------------- | -------------------- | -------------------- | -------------------- | -------------------- |
| República Dominicana |                     |                       |                       |                       |                      |                      |                      |                      |                      |                      |
| Caballero GuardiaMarina | Teniente de Corbeta | Teniente de Fragata   | Teniente de Navío     | Capitán de Corbeta    | Capitán de Fragata   | Capitán de Navío     | Contralmirante       | Vicealmirante        | Almirante            |                      |
| 1 El rango de General de 3 estrellas es un rango que el militar designado como Ministro de Defensa solo podrá ostentarlo mientras dure su gestión y se va al retiro con dicho rango. 2 Habitualmente los Viceministros, Comandantes Generales, director general de la Policía Nacional y otras direcciones o departamentos, son generales de 2 estrellas. |                     |                       |                       |                       |                      |                      |                      |                      |                      |                      |

| País                      | Escalafón de la Academia Naval Dominicana - Guardiamarines - Aspirantes a Oficiales | Escalafón de la Academia Naval Dominicana - Guardiamarines - Aspirantes a Oficiales | Escalafón de la Academia Naval Dominicana - Guardiamarines - Aspirantes a Oficiales | Escalafón de la Academia Naval Dominicana - Guardiamarines - Aspirantes a Oficiales |
| República Dominicana      |                                                                                     |                                                                                     |                                                                                     |                                                                                     |
| Guardiamarina de 1.er Año | Guardiamarina de 2.º Año                                                            | Guardiamarina de 3.er Año                                                           | Guardiamarina de 4.º Año                                                            |                                                                                     |

| País | Escalafón de Suboficiales de la Armada de la República Dominicana | Escalafón de Suboficiales de la Armada de la República Dominicana | Escalafón de Suboficiales de la Armada de la República Dominicana |
| --- | ----------------------------------------------------------------- | ----------------------------------------------------------------- | ----------------------------------------------------------------- |
| República Dominicana |                                                                   |                                                                   |                                                                   |
| Subteniente I | Subteniente II                                                    | Subteniente III                                                   |                                                                   |
| ¹ Las insignias, caponas y charreteras de los Suboficiales de la Armada Dominicana varían según la categoría del Suboficial. ² Si el Subteniente es de Comando, la barra debe ser color oro, pero si el Subteniente es especialista, la barra debe ser color plata. |                                                                   |                                                                   |                                                                   |

| País                 | Alistados   | Alistados | Alistados   | Alistados         |
| -------------------- | ----------- | --------- | ----------- | ----------------- |
| República Dominicana |             |           |             |                   |
| Grumete ()           | Marinero () | Cabo ()   | Sargento () | Sargento Mayor () |

## Condición actual
Actualmente mantiene en operación alrededor de 33 embarcaciones, en su mayoría guardacostas y lanchas interceptoras al igual que patrulleros y remolcadores. La institución tenía un cuerpo aéreo compuesto por dos helicópteros utilitarios Bell OH-58C Kiowa, pero los cedió a la Fuerza Aérea de República Dominicana. Algunos guardacostas son relativamente modernos ya que recibieron repotenciamiento y modernización en los astilleros Swiftships de EUA o Estados Unidos. La Armada opera dos bases principales, una en Santo Domingo en la capital dominicana, y otra en Bahía de las Calderas, en la provincia Peravia, en la parte sur del país. Tiene presencia con sus Comandancias de puertos en los puertos comerciales del país. Posee un batallón de Infantería de Marina que lleva el nombre del legendario vicealmirante Manuel Ramón Montes Arache, jefe del cuerpo de operaciones especiales de la Armada Dominicana en 1965 y quien combatió con ese cuerpo especial, los "Hombres Ranas" la invasión norteamericana.
La Armada carece de naves de combate como fragatas, submarinos, cruceros o destructores y por ende no posee armamento ni capacidad antisubmarina, antibuque ni antiaérea capaces de defender la Nación ante la amenaza de buques de guerra modernos, limitando su campo de operación a:
1) El empleo de los patrulleros, lanchas rápidas y guardacostas a lucha contra el narcotráfico, rescate marítimo, labores de control de puertos y en la detección de viajes ilegales; y
2) El uso de sus instalaciones navales, las dragas y los remolcadores a actividades auxiliares como mantenimiento básico de buques y mantenimiento en los puertos dominicanos.

## Comandos y destacamentos

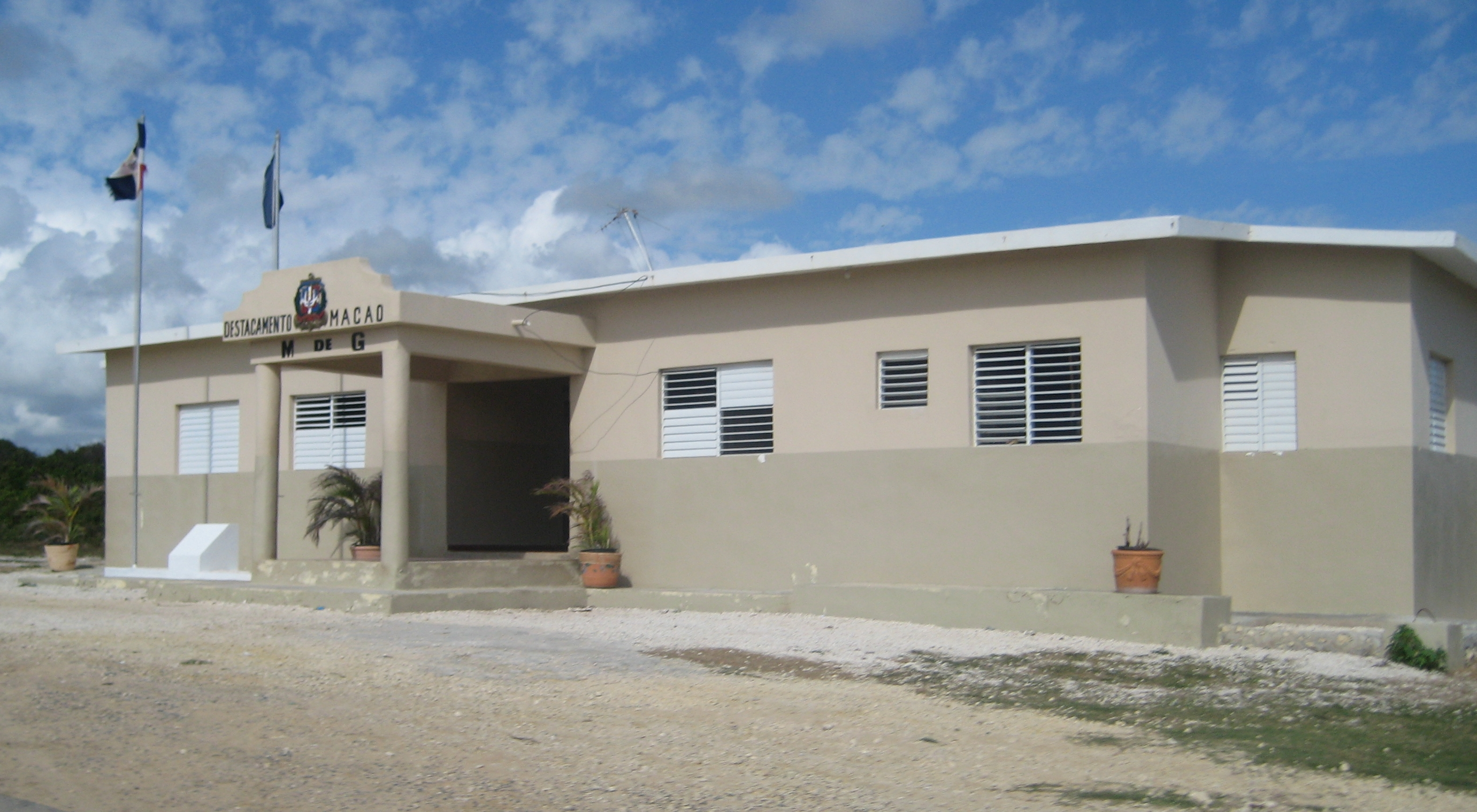
Destacamento Macao, M. de G.

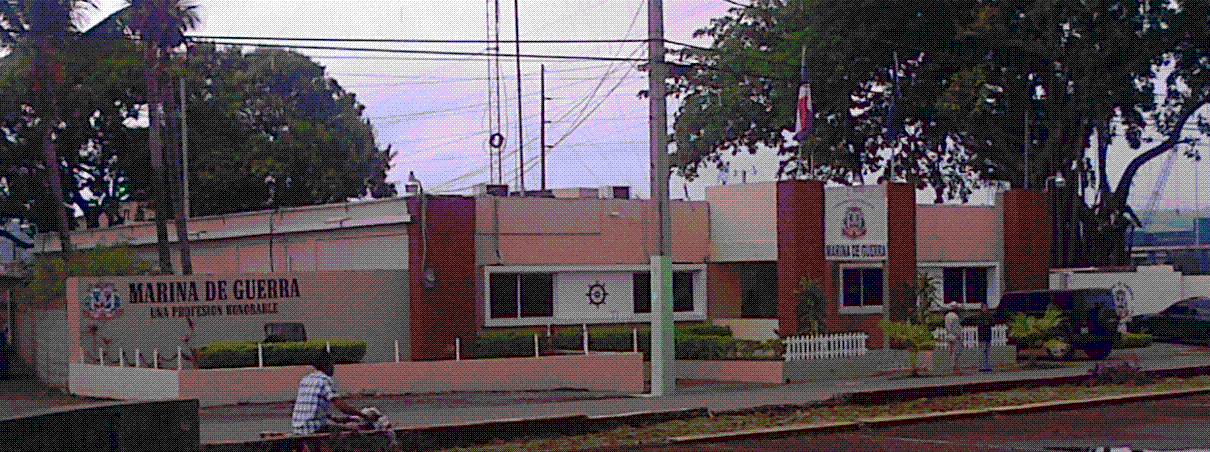
Comandancia de Puerto, Puerto Plata, M. de G.

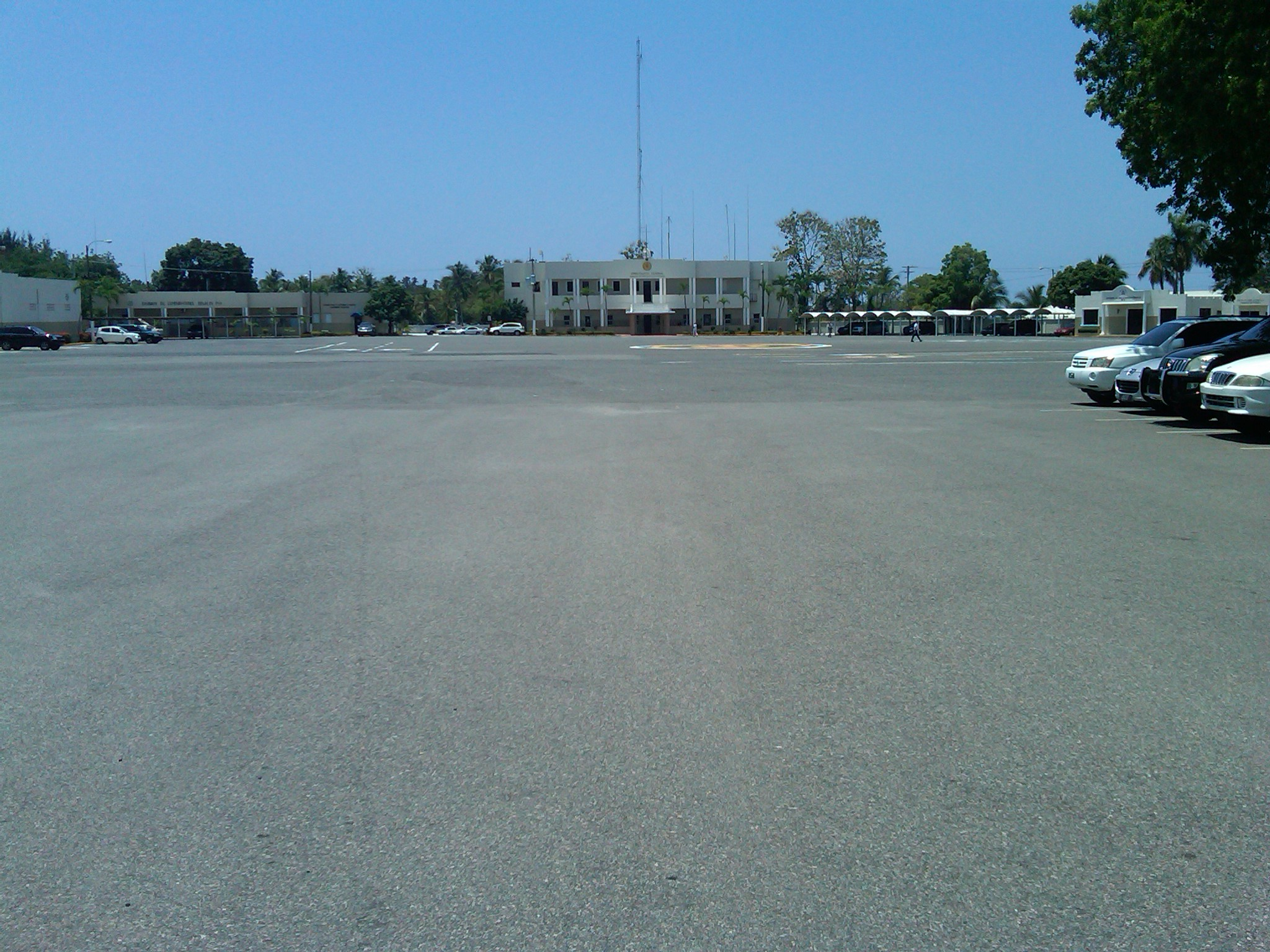
Base Naval 27 de febrero, Santo Domingo Este

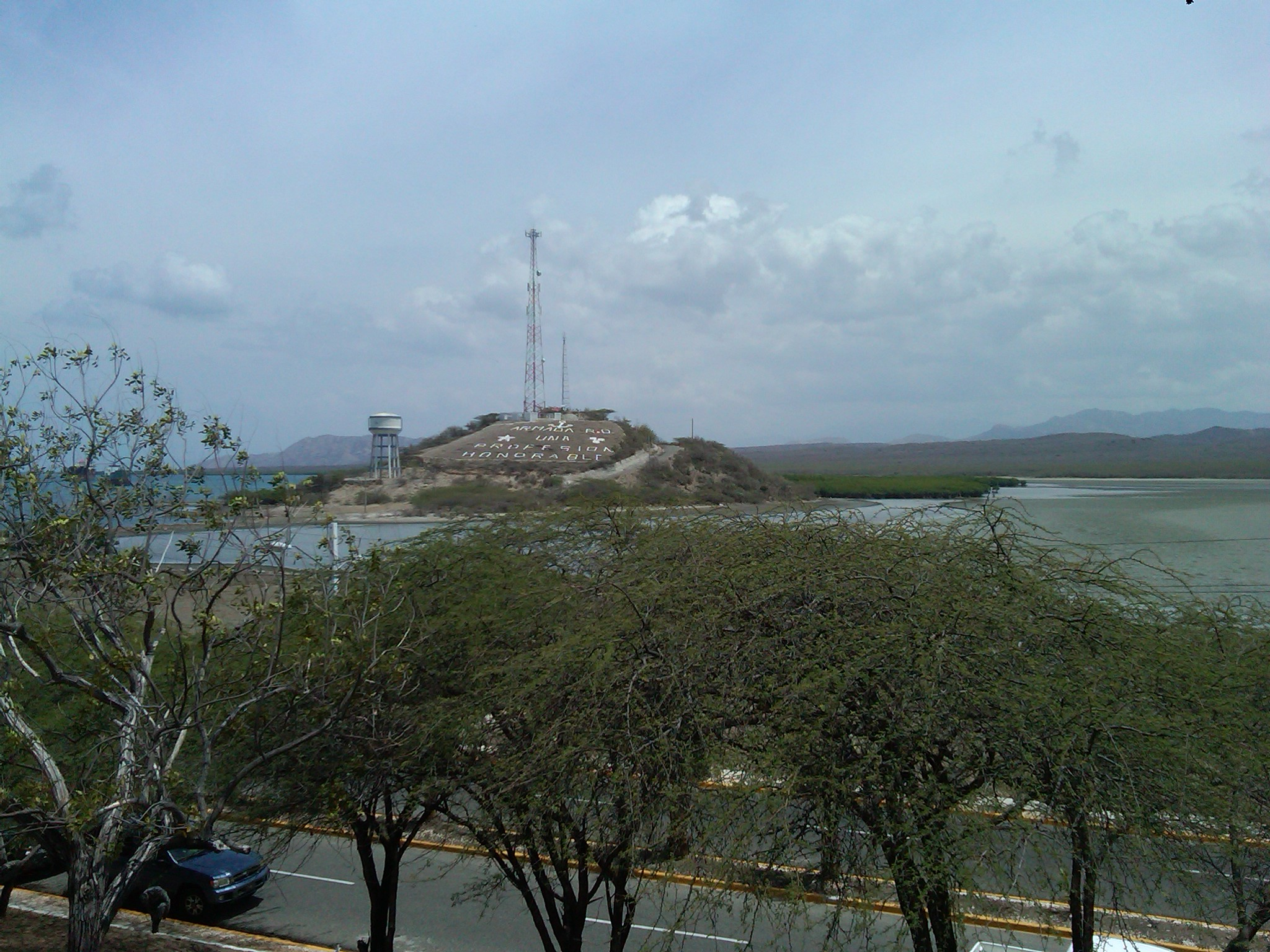
Lema ARD, cerca de la Base Naval de Las Calderas, ´´ARMADA DE REPÚBLICA DOMINICANA UNA PROFESIÓN HONORABLE´´

### Bases
- Base Naval "27 de Febrero", Santo Domingo.
- Base Naval de Las Calderas, Provincia de Peravia.
- Base Naval de Infantería de Marina "Valm. Ramon Perez Arache" [Municipio de Boca Chica].

### Destacamentos
- Faro a Colón
- El cortesito
- Operativo Ciénaga
- Palenque
- Cabrera María montes
- Sánchez
- Arroyo Barril
- Luperón
- Isla Saona
- Boca de Chavón
- Loma Peña Alta
- Miches
- Sabana de la Mar
- Cabeza de Toro
- Juancho
- Isla Beata
- Palmar de Ocoa
- Tortuguero

### Puestos
| - Río Boba, Nagua - Baoba del Piñal - Cayo Levantado - Laguna de Cristal - La Majagua - Las Galeras - Las Terrenas - Los Cacaos - Matancita - Buen Hombre - Cambiasso - Maimón - Parolí - Punta Rucia - Castillo - Ocean World - La Hermita - Río San Juan | - Comandancia de Puerto de Boca Chica. - Comandancia de Puerto de La Romana. - Comandancia de Puerto de Punta Caucedo. - Comandancia de Puerto de San Pedro de Macoris. - Subzona Naval Este, (UT-1). - Comandante de la Subzona Naval Este, (UT-2). - Comandante del Destacamento de Cabeza de Toro, Higüey. - Comandante del Destacamento de la Isla Saona. - Comandante del Destacamento de Miches, Seybo. - Comandante del Destacamento de Sabana de la Mar, Hato Mayor. - Destacamento Dotación Boca de Chavón Casa de Campo. - Destacamento Loma de Peña Alta, Miches. - Puesto Avanzado Río Soco, San Pedro de Macorís. - Puesto de Sabana de Nisibón, Higüey. - Puesto Avanzado Boca Chica. - Puesto Avanzado de Catuano, Isla Saona. - Puesto Avanzado de Celedonio, Miches. - Puesto Avanzado de Costa Esmeralda, Miches. - Puesto Avanzado de Juanillo, Higüey. - Puesto Avanzado Uvero Alto, Higüey. - Puesto Boca de Chavón, La Romana. - Puesto Boca de Maimón (La Vacama), Higüey. - Puesto de Bayahíbe, La Romana. - Puesto de Boca de Yuma, Higüey. - Puesto de Celedonio, Miches. - Puesto de Cumayasa, La Romana. - Puesto de Juanillo, Higüey. - Puesto de la Isla Catalina. - Puesto de Laguna Redonda, Miches. - Puesto de las Cañitas, Sabana de la Mar. - Puesto de las Sardinas. - Puesto de Vista Catalina, La Romana. - Puesto del Cortesito, Higüey. - Puesto del Macao, Higüey. - Puesto el Limón, Miches. | - Base Naval Las Calderas, Bani. - Laguna de Oviedo. - Miramar. - Los Almendros. - Salinas. - Los Negro, Azua. - Palmar de Ocoa. |

## Equipamiento

### Unidades Navales
| Clase                                                           | Nombre | Origen                  | En servicio             | Notas | Imagen                                                                                            |
| División de Patrulleros                                         | División de Patrulleros | División de Patrulleros | División de Patrulleros | División de Patrulleros | División de Patrulleros                                                                           |
| --------------------------------------------------------------- | --- | ----------------------- | ----------------------- | --- | ------------------------------------------------------------------------------------------------- |
| USCG 180' Class Seagoing Buoy Tender Cutters (Mesquite Class B) | PA-301 Almirante Didiez Burgos | Estados Unidos          | 1                       | Buque insignia de la Armada fue transferido a la Institución por la Guardia Costera de los Estados Unidos en 2001. Es utilizado para patrullajes costeros, transporte de tropas, operaciones de búsqueda y rescate, ejercicios de entrenamiento, el mantenimiento ayudas a la navegación, asistencia humanitaria, abastecimiento de combustible en el mar y otros. Está armado con 2 ametralladoras M2 calibre 0.50 y 2 cañones automáticos Oerlikon de 20 mm. Sin embargo este puede ser armado también con 2 ametralladoras cal. 0.50, 2 ametralladoras M60 y un cañón 3/50 (único) y cargas de profundidad.                                                                                   |                                                                                                   |
| USCG 133' White Class Coastal Buoy Tender                       | PM-203 Tortuguero PM-204 Capotillo | Estados Unidos          | 2                       | Transferidos a la Armada por la Guardia Costera de los Estados Unidos, Tortuguero en 1999 y Capotillo en 2002. Se utilizan para patrullaje costero, el mantenimiento ayudas a la navegación, operaciones de búsqueda y rescate, cruceros de instrucción, asistencia humanitaria, abastecimiento de combustible en el mar y otros. Están armados con dos ametralladoras M2 cal. 0.50. |                                                                                                   |
| División de Guardacostas                                        | |                         |                         | |                                                                                                   |
| Metal Shark 85 Defiant                                          | GC-102 Betelgeuse GC-114 Arcturus | Estados Unidos          | 2                       | Donado por los Estados Unidos a la Armada de República Dominicana en 2020 y 2025. Construido por la empresa Metal Shark. Tipo : Barco patrullero Desplazamiento: 55 toneladas Longitud: 26,59 m (87 pies 3 pulg) Haz: 6,05 m (19 pies 10 pulg) Borrador: 1,45 m (4 pies 9 pulgadas) Propulsión: 2 × Caterpillar C32 diésel, 2 ejes Velocidad: 25 nudos (46 km/h; 29 mph) Rango: 706 millas náuticas (1308 km; 812 mi) a 12 nudos (22 km/h; 14 mph) Complementar: 10 tripulantes |                                                                                                   |
| Patrulleros Oceánicos Serie Tejo                                | P590 P591 P592 P593 | Portugal                | 4                       | Aun en espera de su llegada. Naves de segunda mano. Se están preparando y actualizando en artillero portugues. |                                                                                                   |
| Lanchas Rápidas Safe Full Cabin                                 | SF38 (3) SF33 (1) | Estados Unidos          | 4                       | Aun en espera de su llegada final del 2026. NUEVAS. |                                                                                                   |
| USCG Point Class Cutters                                        | GC-105 Antares GC-110 Sirius | Estados Unidos          | 2                       | Se utilizan para la vigilancia costera y fluvial, operaciones de búsqueda y rescate, operaciones antidroga. Están armados con dos ametralladoras M2 cal. 0.50. |                                                                                                   |
| Seaward Class Patrol Boat                                       | GC-103 Procion GC-104 Aldebaran GC-106 Bellatrix GC-108 Capella | Estados Unidos          | 4                       | Fueron adquiridos entre 1968 y 1971. Entre 2003 y 2005 se sometieron a una renovación general, recibiendo nuevos motores, los generadores nuevos, nuevos radares, sistema de navegación GPS, sistema de piloto automático, entre otros sensores. Se utilizan para la vigilancia costera y fluvial, operaciones de búsqueda y rescate, operaciones antinarcóticos. Están armados con tres ametralladoras M2 cal. 0.50. |                                                                                                   |
| Swiftships 110' Class Patrol Boat                               | GC-107 Canopus GC-109 Orión | Estados Unidos          | 2                       | Construidos en 1984 en los astilleros Swiftships. Entre 2003 y 2005 se sometieron a una renovación general, recibiendo nuevos motores, los generadores nuevos, nuevos radares, sistema de navegación GPS, sistema de piloto automático, etc. Se utilizan para la vigilancia costera y fluvial, operaciones de búsqueda y rescate, operaciones antidrogas. Están armados con dos ametralladoras M2 cal. 0.50, un cañón de 20 mm Oerlikon (individual) y una ametralladora M60. |                                                                                                   |
| Swiftships Interceptor Class Patrol Boat                        | GC-112 Altair | Estados Unidos          | 1                       | Construido en 2003 en los astilleros Swiftships. Se utiliza para la vigilancia costera y fluvial, operaciones de búsqueda y rescate, operaciones antidrogas. Está armado con dos ametralladoras M2 cal. 0.50, un cañón de 20 mm Oerlikon (individual). |                                                                                                   |
| Swiftships 36 meter                                             | GC-111 Centaurus | Estados Unidos          | 1                       | Construido en los astilleros Swiftships. Anteriormente operaba como un buque de investigaciones marinas. Incorporado a la Armada de República Dominicana en el año 2017. Ex Hispaniola. |                                                                                                   |
| División de Salvamento y Rescate                                | |                         |                         | |                                                                                                   |
| Damen Stan Patrol 1500 Class Patrol Boat                        | LR-151 Hamal LR-153 Deneb LR-154 Acamar | República Dominicana    | 3                       | Estas lanchas patrulleras fueron construidas en la República Dominicana por Astilleros Navales Bahía Las Calderas (ANABALCA) en 2004 bajo licencia de DAMEN. Se utilizan para la vigilancia costera y fluvial, operaciones de búsqueda y rescate, operaciones antidrogas. Estas lanchas patrulleras están desarmadas, pero pueden ser equipadas con rifles M16 y pueden ser equipados con una ametralladora M60. La lancha LR-152 Vega mientras se encontraba navegando en las cercanías de Punta Palenque sufrió daños en su casco y posteriormente mientras era remolcada hacia la Base Naval Las Calderas el daño en el casco empeoró y se hundió en la misma zona donde sufrió el accidente. |                                                                                                   |
| División de Lanchas Interceptoras                               | |                         |                         | |                                                                                                   |
| 27', 32', 37' Defender Class Boston Whaler Justice Speedboat    | LI-157 Atria LI-158 Shaula LI-159 Enif LI-160 Rigel LI-161 Elnath LI-162 Polaris LI-163 Nunki LI-164 Dubhe LI-165 Denebola LI-166 Regulus LI-167 Acrux LI-168 Rigel LI-169 Algenib LI-170 Becrux | Estados Unidos          | 14                      | Donadas por el gobierno de los Estados Unidos. Se utilizan para la vigilancia costera y fluvial, operaciones de búsqueda y rescate, operaciones antinarcóticos, Go-fast interdicción. Están armados con una ametralladora M60 y llevan fusiles M16. |                                                                                                   |
| División de Buques Auxiliares                                   | |                         |                         | |                                                                                                   |
| Ocean Tug ATR 165´ Class                                        | RM-1 Guarocuya | Estados Unidos          | 1                       | Antes de servir en la Armada Dominicana, era utilizado por los contrabandistas para transportar drogas ilegales. Después de haber sido confiscado por la Armada pasó una renovación general e incorporado las funciones de la Marina. |                                                                                                   |
| Damen Stan Tug 2608 Class                                       | RM-2 Guarionex RM-3 Guaroa | República Dominicana    | 2                       | Construidos en República Dominicana por ANABALCA. Actualmente son operados bajo contrato de arrendamiento por la empresa "Remolcadores Dominicanos". |                                                                                                   |
|                                                                 | RM-4 Tamayo | Estados Unidos          | 1                       | Adquirido mediante la firma de un acuerdo entre la compañía Svitzer Caribbean Dominicana y la Armada el 12 de agosto de 2016. Ex Howard H. | (enlace roto disponible en Internet Archive; véase el historial, la primera versión y la última). |
| Landing Craft Utility LCU-1600 Class                            | LD-31 Neyba | Estados Unidos          | 1                       | Es una lancha de desembarco de más de 41 metro de eslora y puedo llegar a tener más de 476 toneladas a carga completa |                                                                                                   |
| Floating Docks                                                  | DF-1 | Estados Unidos          | 1                       | Restaurado y operado por ANABALCA. |                                                                                                   |
| Draga Multipropósito Anfibia Watermaster                        | BD Santo Domingo | Finlandia               | 1                       | Draga Multipropósito Anfibia Watermaster, fabricada en Finlandia por la compañía "Aquamec", adquirida por el Estado Dominicano en 2020 y operado por la Armada Dominicana. |                                                                                                   |
| Bergantín-goleta de tres mástiles                               | BE-01 Almirante Juan Bautista Cambiaso | Bulgaria                | 1                       | Buque Escuela adquirido por el Estado Dominicano en Bulgaria en 2018. |                                                                                                   |

### Aviación Naval
La Armada operaba dos helicópteros Bell OH-58/A Kiowa Warrior para patrullaje costero; los helicópteros fueron transferidos a la Fuerza Aérea de República Dominicana. Actualmente la Armada Dominicana adquirió recientemente un avión para la Aviación Naval.
| Aeronave           | Origen         | Tipo                          | Versión        | Estado         | En servicio    | Notas                 | Imagen |
| Aviación Naval     | Aviación Naval | Aviación Naval                | Aviación Naval | Aviación Naval | Aviación Naval | Aviación Naval        |        |
| ------------------ | -------------- | ----------------------------- | -------------- | -------------- | -------------- | --------------------- | ------ |
| Bell OH-58 Kiowa   | Estados Unidos | Helicóptero de reconocimiento | OH-58/A        | Retirado       | 2              | MdeG 0601 & MdeG 0602 |        |
| Piper PA-34 Seneca | Estados Unidos | Avión de observación          | PA-34-200T     | En servicio    | 1              | ARD 1844              |        |

## Comando de Infantería de Marina, A.R.D.

Comando Infantería de Marina

El Comando de Infantería de Marina de la Armada de República Dominicana surge cuando en el 2008 la jefatura de Estado Mayor de la Marina de Guerra dispuso la reorganización del Batallón Táctico y el Departamento de Operaciones Terrestres y conformó el Comando de Infantería de Marina, M. de G., como parte integral de la institución, con la finalidad de contribuir al cumplimiento de la Misión que le asigna la Constitución a la Armada de República Dominicana, con capacidad para llevar a cabo todas las operaciones terrestres, entre las que se encuentran:
1) Operaciones ofensivas con la finalidad de proporcionar Seguridad Nacional en las costas a todo lo largo del litoral marítimo e Islas adyacentes de la República Dominicana.
2) Operaciones de protección de las infraestructuras que alojan los Intereses Estratégicos Nacionales, cuando fuere necesario.
3) Llevar a cabo operaciones de Defensa y Seguridad de Bases Navales, incluyendo las de Policía Militar, mediante la ejecución de planes de protección, elaborados sobre la base de las necesidades de seguridad, identificadas por los resultados de levantamientos en todas las dependencias de la Marina de Guerra, así como los procedimientos contemplados en los servicios de guardia interior.
4) Realizar Operaciones en áreas Urbanizadas, cuando sea necesario, en apoyo a la Policía Nacional en su labor de mantener la seguridad ciudadana, y a la Policía Electoral, durante la celebración de elecciones.
5) Llevar a cabo ejercicios conjuntos y combinados, para lo cual mantendrá un constante programa de entrenamiento de las unidades que conforman el Comando Naval de Infantería de Marina, enfocado en los estándares internacionales, a fin de garantizar la interoperabilidad de la Fuerza, en cumplimiento a las exigencias de la Doctrina Conjunta de las Fuerzas Armadas Dominicanas.
La creación del Comando de Infantería de Marina, M. de G., fue aprobada por el Estado Mayor General de las Fuerzas Armadas y remitida a la Jefatura de Estado Mayor, M. de G., mediante oficio n.º 16656 del Señor Secretario de Estado de las Fuerzas Armadas para su ejecución, en (03) tres fases, como lo describe el proyecto de creación, con proyección a corto, mediano y largo plazo, para conformar una Brigada de Infantería de Marina, en consonancia con la Proyección Institucional de las Fuerzas Armadas en su II Edición del año 2006. La aprobación del proyecto incluyó la Bandera y el Parche distintivo de la Unidad.

## Comandos Anfibios
Los Comandos Anfibios son el componente de operaciones especiales de la Armada Dominicana bajo el mando del Comando Naval Central y sólo se utilizan en situaciones de emergencia. Los comandos anfibios son capaces de llevar a cabo misiones anti-insurgencia, rescate de rehenes, lucha contra el terrorismo, VBSS (abordaje) y son expertos en el manejo de explosivos y operaciones anfibias. También están capacitados en paracaidismo, combate mano a mano, combate cuerpo a cuerpo y otros. El armamento del equipo incluye M-16 con lanzagranadas M203 el, el Colt M-4A1, M-14, escopeta Mossberg 500, la ametralladora M-60 y armas pequeñas. El equipo opera barcos inflados zodiac, RHIB y gafas de visión nocturna, entre otros equipos.

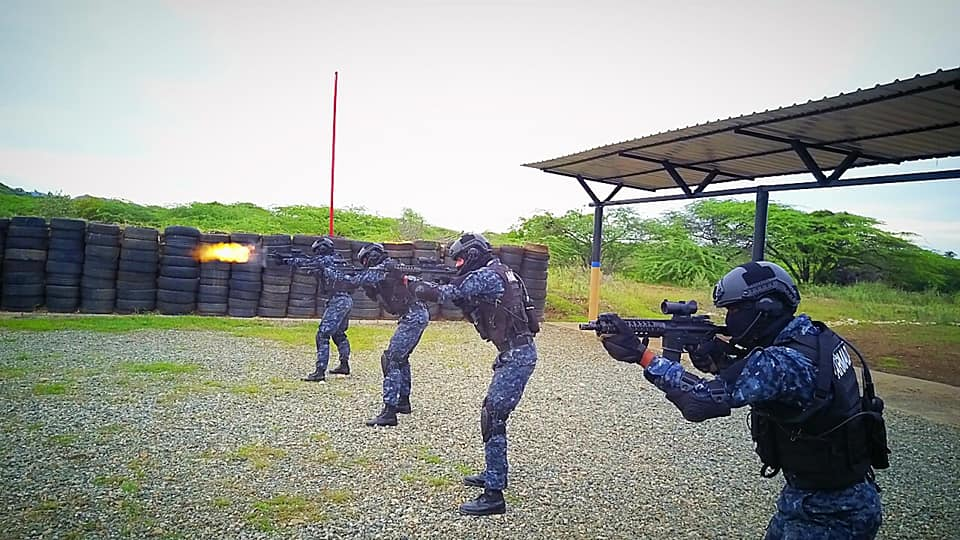
Comando Anfibio de la Armada.

Algunos miembros del equipo vieron acción por primera vez durante la Operación Libertad Iraquí. Tropas dominicanas, conformadas en un batallón de componentes especiales de las Fuerzas Armadas Dominicanas, estuvieron en constantes ataques de mortero, pero no sufrieron bajas. Mientras que en Irak, las tropas estaban sirviendo en la Brigada Plus Ultra, que estaba bajo mando español y que operaba en el sur de Irak.

## Cuerpo de Auxiliares Navales Dominicanos
El Cuerpo de Auxiliares Navales Dominicanos es una fuerza civil que posee sus propios recursos para ayudar a la marina en las operaciones de búsqueda, rescate y protección del medio ambiente. Esta organización fue creada por el Poder Ejecutivo mediante el Decreto 887-09 y está compuesta por un grupo de voluntarios empresariales y profesionales.
La organización cuenta con embarcaciones privadas, barcazas y aviones puestos a disposición de la marina, con el fin de asistir en actividades no militares o de orden público y la seguridad en el mar. El Cuerpo de Auxiliares Navales Dominicanos tiene presencia en el norte, noreste, este, sur y centro del país.

## Cambio de nombre
El 9 de agosto de 2012 se conoció el proyecto de Ley Orgánica de las Fuerzas Armadas Dominicanas en el cual cambia de nombre la Marina de Guerra Dominicana por Armada de República Dominicana, proyecto que se encuentra en discusión parlamentaria.